# Madison Bailey

Madison Bailey (2023)

Madison Bailey (* 29. Januar 1999 in Kernersville, North Carolina) ist eine US-amerikanische Schauspielerin.

## Leben
Bailey ist geboren und aufgewachsen in Kernersville, North Carolina. Sie ist die jüngste von sieben Geschwistern.  Für ihre Schauspielkarriere zog sie nach Los Angeles.
Sie bezeichnet sich selbst als pansexuell, liiert ist sie mit der Basketballspielerin Mariah Linney. Sie gab öffentlich bekannt, dass bei ihr eine Borderline-Persönlichkeitsstörung diagnostiziert wurde.

## Filmografie (Auswahl)
- 2015: Constantine (TV-Serie, Folge 1x13)
- 2018: Nightclub Secrets
- 2018/19: Black Lightning  (TV-Serie, 6 Folgen)
- 2019: Creepshow (TV-Serie, Folge 1x03)
- 2020: Discarded Things
- 2020: Impractical Jokers: The Movie
- 2020: Council of Dads (TV-Serie, 3 Folgen)
- seit 2020: Outer Banks, TV-Serie
- 2021: SuperCool
- 2021: American Horror Stories (TV-Serie, Folge 1x03)
- 2024: The Painter
- 2024: Time Cut